# Elementi di transizione
Gli elementi di transizione anche detti metalli di transizione,  metalli del blocco d o elementi del blocco d, sono quaranta elementi chimici, tutti metallici, di numero atomico dal 21 al 30,  dal 39 al 48, dal 71 all'80 e dal 103 al 112: questo nome viene dalla loro posizione nella tavola periodica degli elementi, dove occupano i gruppi da 3 a 12. In questi elementi gli orbitali di tipo d si riempiono progressivamente attraverso ciascun periodo. Chimicamente, gli elementi di transizione sono definiti come gli elementi che formano almeno uno ione con un sottoguscio d parzialmente riempito di elettroni.
| Gruppo      | Periodo 4 | Periodo 5 | Periodo 6 | Periodo 7 |
| ----------- | --------- | --------- | --------- | --------- |
| 3 (III B)   | Sc 21     | Y 39      | Lu 71     | Lr 103    |
| 4 (IV B)    | Ti 22     | Zr 40     | Hf 72     | Rf 104    |
| 5 (V B)     | V 23      | Nb 41     | Ta 73     | Db 105    |
| 6 (VI B)    | Cr 24     | Mo 42     | W 74      | Sg 106    |
| 7 (VII B)   | Mn 25     | Tc 43     | Re 75     | Bh 107    |
| 8 (VIII B)  | Fe 26     | Ru 44     | Os 76     | Hs 108    |
| 9 (VIII B)  | Co 27     | Rh 45     | Ir 77     | Mt 109    |
| 10 (VIII B) | Ni 28     | Pd 46     | Pt 78     | Ds 110    |
| 11 (I B)    | Cu 29     | Ag 47     | Au 79     | Rg 111    |
| 12 (II B)   | Zn 30     | Cd 48     | Hg 80     | Cn 112    |

## Configurazione elettronica
Dallo scandio allo zinco, gli elementi del blocco d riempiono i loro orbitali d lungo il periodo: con l'eccezione di cromo e rame, tutti gli elementi del blocco d hanno due elettroni nei loro orbitali s esterni, anche quelli con gli orbitali 3d incompleti. 
Questo è insolito: in genere gli orbitali più bassi vengono riempiti prima di quelli più esterni. Il fatto è che negli elementi del blocco d gli orbitali s sono ad una energia più bassa rispetto a quelli d, e visto che gli atomi tendono sempre a restare nello stato di energia più bassa, gli s vengono riempiti prima. Le due eccezioni a questa regola (rame e cromo) sono tali a causa di una repulsione fra elettroni, per cui uno di questi viene spostato nell'orbitale d esterno: distribuire gli elettroni fra gli orbitali s e d, in questo caso, costa meno energia che tenerli tutti e due nell'orbitale s.
Non tutti gli elementi del blocco d sono metalli di transizione: scandio, mercurio, cadmio e zinco, secondo la definizione chimica data sopra, non lo sono. Lo scandio ha un solo elettrone nel suo orbitale d e due nell'orbitale s, e l'unico ione dello scandio è (Sc3+), che non ha elettroni nel suo orbitale d. Discorso simile per lo zinco, il cui unico ione Zn2+ ha l'orbitale s vuoto ma l'orbitale d pieno. Difatti non tutti sono concordi nel farli rientrare in questo blocco: lo scandio è molto più simile all'alluminio e alle terre rare, mentre gli elementi del gruppo 12 sono più simili ai metalli alcalino terrosi.

## Proprietà chimiche
Gli elementi di transizione tendono ad avere una resistenza molto alta, dovuta soprattutto alla proprietà dell'orbitale d di delocalizzarsi e viaggiare liberamente attraverso la matrice metallica, formando una nube di elettroni: più sono gli elettroni condivisi tra i nuclei, migliori sono le caratteristiche meccaniche del metallo.
Gli elementi di transizione hanno quattro proprietà comuni, che sono caratteristiche:
- Formano composti colorati.
- Hanno più stati di ossidazione diversi.
- Sono dei buoni catalizzatori.
- Formano complessi

Confrontati con gli elementi del gruppo II come il calcio, gli elementi di transizione formano ioni con un'ampia gamma di stati di ossidazione diversi: possono perdere fino a nove elettroni, mentre gli ioni degli elementi del secondo gruppo in genere non ne perdono più di due.
La ragione di questo fatto si può capire studiando l'energia di ionizzazione di entrambi i gruppi. L'energia di ionizzazione del calcio è bassa finché si rimuovono i due elettroni dell'orbitale s esterno, ma per il terzo ed i successivi è altissima: lo ione Ca3+ ha un'entalpia così alta che è estremamente raro in natura. Viceversa, un elemento di transizione come il vanadio ha un'energia di ionizzazione che cresce in modo approssimativamente lineare, grazie alla piccola differenza di energia fra gli orbitali 4s e 3d: perciò non è raro trovare, nei loro composti, i metalli di transizione in stato altamente ionizzato.
Si possono riconoscere certi schemi di comportamento lungo i periodi degli elementi di transizione:
- Il numero di stati di ossidazione aumenta fino al settimo gruppo (quello del manganese), poi inizia a diminuire per l'aumentare dell'attrazione dei protoni del nucleo, che rende più difficile ionizzare gli atomi.
- Quando gli elementi sono in stati di ossidazione bassi, possono essere trovati come ioni liberi. Di solito in stati di ossidazione più alti sono sempre parte di composti covalenti con altri elementi fortemente elettronegativi, come ossigeno o fluoro; spesso formano anioni.

Proprietà di stabilità degli stati di ossidazione:
- Gli stati di ossidazione più alti diventano sempre più stabili lungo il periodo.
- Gli ioni in elevato stato di ossidazione sono dei buoni ossidanti, mentre in basso stato di ossidazione diventano in genere riducenti.
- Gli ioni 2+ iniziano il periodo come forti riducenti, e diventano sempre più stabili.
- Gli ioni 3+ iniziano il periodo come molto stabili e diventano ossidanti sempre più forti.

## Attività catalitica
I metalli di transizione formano buoni catalizzatori omogenei o eterogenei, per esempio il ferro è il catalizzatore per la produzione di ammoniaca con il processo Haber. Il nichel o il platino sono usati nella idrogenazione degli alcheni.

## Composti colorati

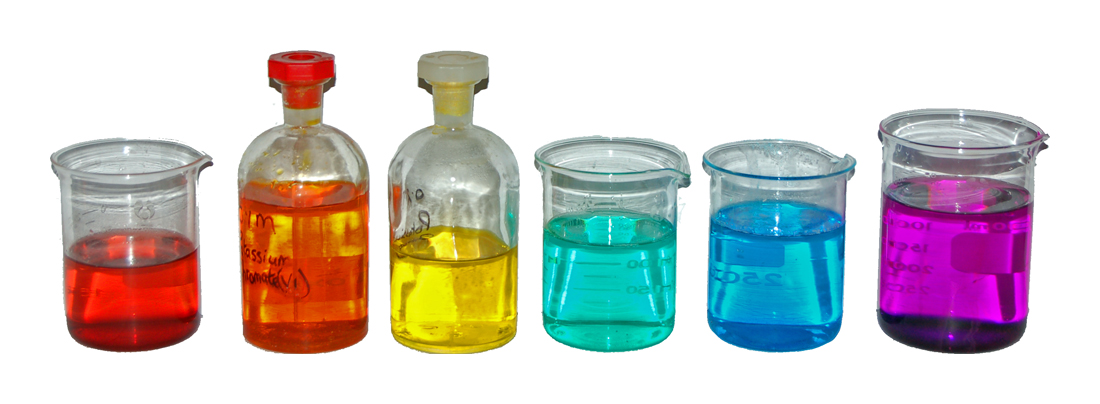
Colorazioni assunte da alcune soluzioni acquose contenenti cationi dei metalli di transizione. Da sinistra soluzioni di: nitrato di cobalto(II), Co(NO_{3})_{2} (rosso); dicromato di potassio, K_{2}Cr_{2}O_{7} (arancio); cromato di potassio, K_{2}CrO_{4} (giallo); cloruro di nichel(II), NiCl_{2} (verde); solfato di rame(II), CuSO_{4} (azzurro); permanganato di potassio, KMnO_{4} (violetto).

Noi percepiamo i colori come frequenze variabili nello spettro elettromagnetico della luce visibile: colori diversi sono il risultato della variazione nella composizione della luce dopo che questa è stata riflessa o rifratta dalle sostanze che ha colpito. A causa della loro struttura particolare, i metalli di transizione formano una vasta gamma di ioni e complessi colorati: i loro colori variano anche fra diversi ioni di uno stesso elemento, per esempio lo ione permanganato (MnO−4, Mn in stato di ossidazione 7+) è viola, mentre lo ione Mn2+ è rosa pallido.
La formazione di complessi può giocare un ruolo nella determinazione del colore del composto di un metallo di transizione. Questo per l'effetto della coordinazione sul sottoguscio 3d: gli atomi coordinati deformano gli orbitali 3d e li dividono in gruppi con energia diversa. La luce che colpisce un atomo in questo stato viene assorbita selettivamente a seconda della sua frequenza, spostando gli elettroni da uno all'altro dei due gruppi di orbitali 3d. Una spiegazione di questi effetti è formulata nella teoria del campo cristallino.
Il colore di un complesso dipende da:
- La natura dello ione metallico, per la precisione dal numero di elettroni negli orbitali d.
- Il tipo di coordinazione attorno allo ione (per esempio gli isomeri geometrici possono avere colori diversi).
- La natura degli atomi coordinati che circondano lo ione. Più forte è la coordinazione e maggiore è la differenza energetica fra i gruppi 3d superiori e inferiori.

I complessi formati dallo zinco sono incolori, perché gli orbitali 3d sono pieni e nessun elettrone può spostarsi da un gruppo all'altro.